# Rivula anaemica
Rivula anaemica là một loài bướm đêm trong họ Erebidae.